# Sikosaari (ö i Norra Karelen, Pielisen Karjala, lat 63,63, long 29,44)
Sikosaari är en ö i Finland. Den ligger i sjön Kuohattijärvi och i kommunen Nurmes i den ekonomiska regionen  Pielinen-Karelen  och landskapet Norra Karelen, i den centrala delen av landet, 400 km nordost om huvudstaden Helsingfors. Öns area är 4,2 hektar och dess största längd är 0,6 kilometer i sydöst-nordvästlig riktning.